# 長野県道29号中野豊野線
長野県道29号中野豊野線（ながのけんどう29ごう なかのとよのせん）は、長野県中野市から信州中野インターチェンジを経由して長野市に至る県道（主要地方道）である。
中野市七瀬の七瀬交差点から信州中野IC入口交差点に至る、志賀中野有料道路を含む支線（バイパス）がある。

## 概要
長野県中野市新井の新井交差点（国道292号交点）から、上信越自動車道信州中野インターチェンジを経由して長野市豊野町蟹沢の立ヶ花橋西交差点（国道117号交点）に至る。
中野市と旧豊野町とを結ぶ東西の路線である。有料道路を含む支線（バイパス）については志賀中野有料道路を参照。
沿道に上信越自動車道信州中野インターチェンジができてからは、インターチェンジのアクセス道路になっている。

### 路線データ
- 路線認定[1]
  - 起点：中野市
  - 終点：長野市豊野町（認定当初は上水内郡豊野町[2]）
  - 重要な経過地：なし
- 道路の区域[3]
  - 起点：中野市大字一本木字桜町26番の1地先（新井交差点、国道292号交点）
  - 終点：長野市豊野町蟹沢字日影1341番の1地先（立ヶ花橋西交差点、国道117号交点）
  - 実延長：9.7494 km
- 道路法第7条第1項該当号：1号[4]

## 歴史
- 1959年（昭和34年）8月1日：中野豊野線の認定[2]。
- 1964年（昭和39年）12月28日：建設省から中野豊野線の一部を主要地方道へ指定される[5]。
- 1993年（平成5年）5月11日 - 建設省から、県道中野豊野線が中野豊野線として主要地方道に再指定される[6]。

## 路線状況

### 別名
- 志賀フルーツライン
- 志賀中野有料道路

### 主要構造物
支線（バイパス）区間内のものについては志賀中野有料道路を参照。
- 立ヶ花橋（たてがはなばし＝中野市立ヶ花 - 長野市豊野町蟹沢）[7]
  - 全長：246.9 m
  - 千曲川に架かる橋梁。初代は1926年（大正15年）の竣工。現在使われている2代目は1993年（平成5年）に架けられた。初代・2代目ともトラス橋である。

## 地理

### 通過する自治体
- 中野市
- 長野市

### 交差する道路

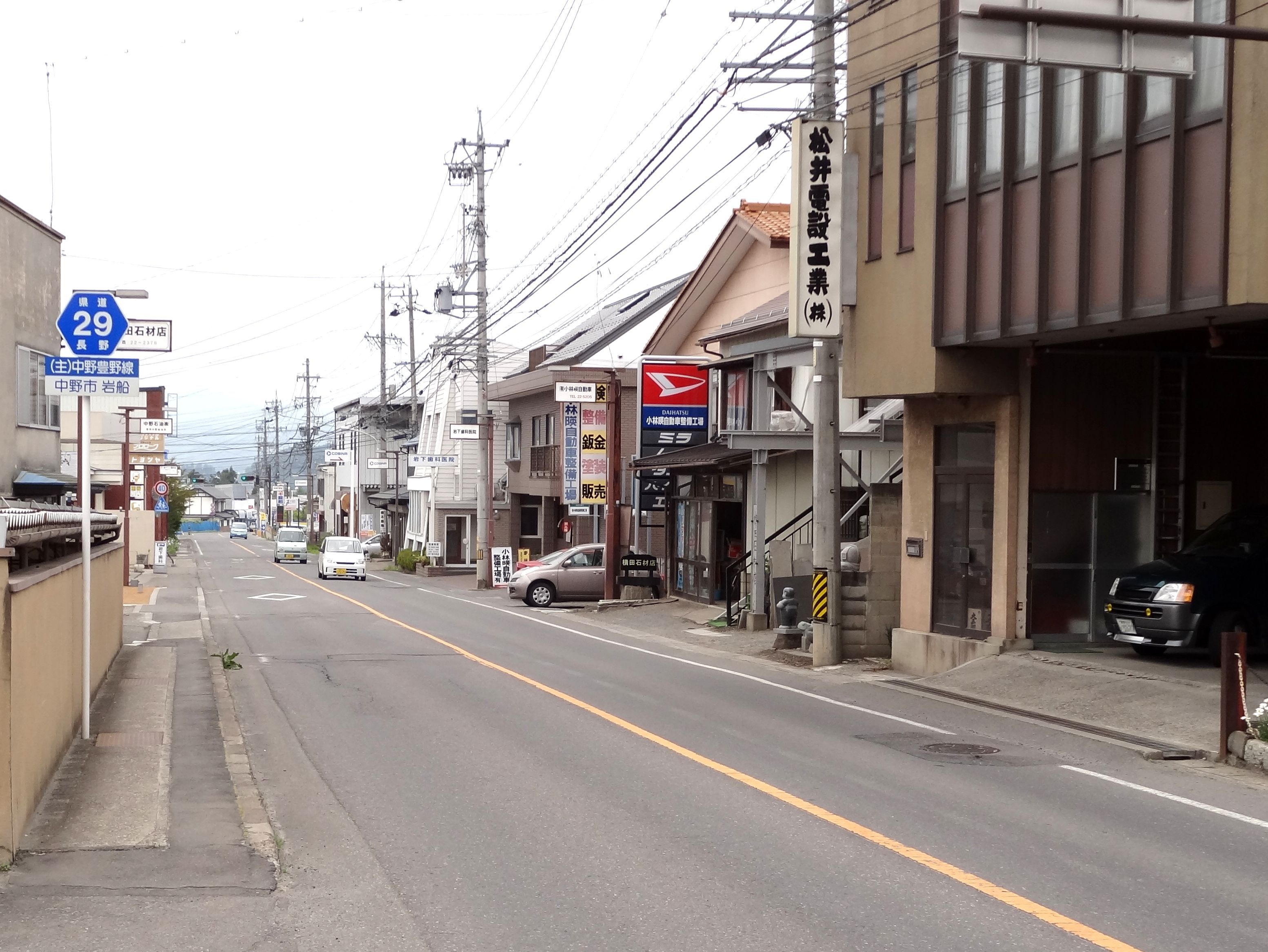
中野市大字中野付近

- 国道292号 一本木バイパス（中野市新井・新井交差点、起点）
- 長野県道358号中野小布施線（中野市西二丁目・吉田交差点）
- 国道403号（中野市江部・江部交差点）
- 長野県道505号三水中野線（中野市安源寺・安源寺交差点）
- 上信越自動車道 信州中野インターチェンジ・長野県道29号中野豊野線 志賀中野有料道路方面支線（中野市立ヶ花・信州中野IC入口交差点）
- 国道117号・上水内北部広域農道（北信五岳道路）（長野市豊野町蟹沢・立ヶ花橋西交差点、終点）

#### 支線
- 国道292号 一本木バイパス・国道403号（中野市七瀬・七瀬交差点、支線起点・有料区間起点）
- 長野県道505号三水中野線（中野市栗林・志賀中野有料道路 栗林IC、有料区間終点）
- 上信越自動車道 信州中野インターチェンジ・長野県道29号中野豊野線（中野市立ヶ花・信州中野IC入口交差点、支線終点）

### 沿線にある施設など
周辺には、千曲川などがある。
- 北信総合病院
- 信州中野駅
- コシナカメラ
- 中野市立中野平中学校
- 立ケ花駅
- 北信濃ふるさとの森文化公園